# Сє Цюпін
Сє Цюпін (кит. трад.: 謝秋萍; піньїнь: Xiè Qiūpíng) — жителька Китаю із рекордно довгим волоссям.
Народилася 1960 року, у віці 13 років почала відрощувати волосся, довжина якого (562,7 см) була зафіксована 8 травня 2004 року як найбільша у світі. Сє Цюпін — володарка рекорду Книги рекордів Гіннеса.